# 和田薫 (芸能事務所社長)
和田 薫（わだ かおる、1965年4月8日 - ）は、芸能事務所ハーモニープロモーションの代表取締役社長兼マネージャー。大阪府出身。血液型B型。

## 経歴
1980年、歩行者天国のアイドルのミッキー岡野の友人だったことから、マネージャー業を開始。IVSテレビ制作入社前に、マコロンで豊島ひとみ（演歌歌手）、大西結花のマネージャーを経験。なおIVSテレビ制作で、テレビ番組『天才・たけしの元気が出るテレビ!!』のADだったこともある。
1989年、アップフロントエージェンシー（以下UFA。現：アップフロントプロモーション）に移り、田中義剛、兵藤ゆき、森高千里、シャ乱Qのマネージメントを担当。
1998年には、UFA他の出資により芸能事務所ハーモニープロモーションを設立。その後モーニング娘。のマネージメントを行う。
2000年からモーニング娘。の担当を離れ、EE JUMP・安めぐみらのマネージメントに専念。（TBS系音楽番組『うたばん』で、ソニンに過酷な試練を与え、自ら出演）。
2004年には、ハーモニープロモーションのUFA出資分の株式を和田が買い取り、資本関係はなくなっている。
2005年以降、優木まおみ、大沢あかねなど他事務所所属のタレントと業務提携をし結果を残している。その後も松井絵里奈、松嶋初音のタレントのほか、元アナウンサーの千野志麻、政井マヤ、安藤幸代やモデルの平子理沙、タレントの橋本マナミ、モデルの朝比奈彩と業務提携している。

## 特徴・エピソードなど
- モーニング娘。結成後最初のマネージャーであったため、当時テレビ番組『ASAYAN』などで、同番組の司会であったナインティナインにネタにされたりしていた。
- モーニング娘。の初代リーダーだった中澤裕子が、演歌歌手・中澤ゆうことして最初に出したCD「カラスの女房」について、和田は「オリコンチャート初登場10位以内に入れなかったら、髪を丸坊主にする」と『ASAYAN』内で発言。結果は19位だったため、同番組内で司会のナインティナインにより髪を切られた。
- 1999年8月にオールナイトニッポンR プロデューサーズナイトで「はがき1000通集まらなかったらパーソナリティやめる」と呼びかけた所、2000通以上のはがきが殺到した。
- 母方の祖父は関西学院大学第10代院長事務取扱の玉林憲義である。

## 出演
- 殿様のフェロモン（シャ乱Qのマネージャーとして見切れ出演、1995年）
- オールナイトニッポンR プロデューサーズナイト（パーソナリティ、1999年～2001年9月）
- うたばん
- 西川貴教のオールナイトニッポン（2002年2月、ソニン出演時ゲスト出演）
- ASAYAN
- めちゃ×2イケてるッ!(2001年12月15日、ソニン色仕掛けPV撮影、仕掛け人側)

## 執筆活動
- 和田薫芸能界日記 （QuickJapan連載） 現在終了